# Smilax flavicaulis
Smilax flavicaulis là một loài thực vật có hoa trong họ Smilacaceae. Loài này được Rusby miêu tả khoa học đầu tiên năm 1927.